# Кривоникольский переулок
Кривонико́льский переу́лок — небольшая тупиковая улица в центре Москвы, один из арбатских переулков, расположенный в одноимённом районе от Серебряного переулка.

## Происхождение названия
Название отражало как изогнутую форму переулка, так и его близость к церкви Николы Явленного (построена в 1593 году, в 1846 году разобрана, после чего на её месте была воздвигнута новая церковь, разрушенная в 1933 году). Первая часть названия переулка служила также для отличия его от примыкающего Никольского переулка (с середины XIX века — Серебряный переулок). В настоящее время, после строительства улицы Новый Арбат в 1960-е годы, остался лишь небольшой тупиковый участок, примыкающий к Серебряному переулку.

## Описание
Кривоникольский переулок начинается от Серебряного переулка, проходит на восток вдоль дома 13 по улице Новый Арбат и заканчивается тупиком во дворе дома 11.

## Здания и сооружения
- № 5/2 — Дом (Обряжновых[1]) (1901, архитектор И. И. Бони, не сохранился). Здесь жили хирург Б. С. Вейсброд[2], оперный певец П. А. Хохлов[3].
- № 8 — Доходный дом (1910, архитектор И. В. Рыльский), в настоящее время Мосстрой-6. В 1949—1961 годах в доме жил зоолог и эколог А. Н. Формозов[4].